# Le balene d'agosto
Le balene d'agosto (The Whales of August) è un film del 1987 diretto da Lindsay Anderson, con protagoniste Bette Davis e Lillian Gish.
È stato presentato fuori concorso al 40º Festival di Cannes.

## Trama
Due anziane sorelle vivono nel Maine in una casa vicino al mare, la stessa casa che le aveva viste crescere e da cui, in agosto, erano solite avvistare gioiosamente le balene al largo. Entrambe vedove, le due donne vivono una relazione di reciproca dipendenza: Libby, la più ricca delle due, ormai priva della vista, tratta la sorella con egoismo e prepotenza, ma è costretta a farsi accudire da lei a causa della propria infermità. L'altra sorella, Sarah, con la sua bontà e la sua saggezza, cerca di colmare il vuoto che il tempo ha creato fra loro e pian piano riuscirà ad avere ragione del carattere dispotico della prima.
I loro incontri con amici e conoscenti sono lo spunto per i ricordi e diventano il filo conduttore della pellicola, che è un omaggio a quattro grandi del cinema del passato.

## Curiosità
- Si tratta dell'ultima prova cinematografica di Lillian Gish, che aveva all'epoca 94 anni: ciò le fece guadagnare il record di persona più anziana a partecipare in un film da protagonista. Fu anche la penultima di Bette Davis, che ne aveva 79 e venne a mancare due anni dopo, e l'ultima per Ann Sothern (78 anni).
- In Italia il film fu distribuito da Medusa, che tuttavia all'epoca puntava per lo più su pellicole di produzione italiana.
- Alla sua distribuzione si rincorsero le voci delle candidature agli Academy Award per Bette Davis, Lillian Gish, e Vincent Price, ma a sorpresa alla fine il film ricevette una sola nomination agli Oscar, perlopiù per un altro membro del cast, Ann Sothern, come miglior attrice non protagonista, la quale non vinse; questa fu la prima e unica nomination per lei.
- Il film apparve nella lista dei 100 film preferiti di Akira Kurosawa.

## Riconoscimenti
- National Board of Review Awards
  - 1987 – Premio per la miglior attrice (Lillian Gish)
- Premio Oscar
  - 1988 – Candidatura per la miglior attrice non protagonista (Ann Sothern)